# Tractatus de mulieribus
Tractatus de mulieribus claris in bello ("Tratado sobre las mujeres ilustres en la guerra"; en griego: Γυναῖκες ἐν πολεμικοῖς συνεταὶ καὶ ἀνδρεῖαι, "Mujeres sabias y valientes en el arte de la guerra") es una obra griega antigua, que analiza catorce mujeres antiguas famosas, aunque una de ellas no aparece nombrada en ningún otro lugar. El tratado se conserva como parte de un manuscrito del siglo XII o XIII en la Biblioteca Laurenciana de Florencia, el Codex Laurentianus 56-1.

## Autoría
Déborah Gera ha sugerido que fue escrito por Pánfila de Epidauro durante el siglo I d. C. Dado que Pánfila era una mujer, Gera afirma que es lógico que se interese por las historias de mujeres famosas del pasado.  Además, las vidas de las diversas mujeres en el Tractatus de mulieribus están dispuestas en un orden aparentemente aleatorio, lo que es consistente con una afirmación de Fotio de que Pánfila organizó sus escritos en forma de colecciones diversas, en lugar de una manera estricta y ordenada.  Focio también afirma que el estilo de Pánfila era muy sencillo, lo que concuerda con el estilo de escritura del Tractatus de mulieribus. 

## Mujeres incluidas
Pese al título, no todas las mujeres de las que se habla son guerreras, y sólo unas pocas son retratadas como hábiles estrategas militares. Fue escrito hacia finales del siglo II o principios del I a. C.
Se trata de una lista de mujeres antiguas, cuatro griegas y diez extranjeras, cuyos nombres son:
- Semíramis
- Zarinaea
- Nitocris I
- Nitocris de Babilonia
- Argeia
- Dido
- Atosa
- Rodoguna de Partia
- Lyde (Mujer que educa a su hijo Aliattes mediante el ayuno)
- Pheretime
- Targelias
- Tomiris
- Artemisia I de Caria
- Onomaris